# ماك وليامز أرويو
ماك وليامز أرويو (بالإنجليزية: McWilliams Arroyo) مواليد 5 ديسمبر 1985 في قابوق، بورتوريكو، هو ملاكم محترف بورتوريكي يصنف ضمن فئة وزن الذبابة بدأ مسيرته الاحترافية سنة 2010 حيث انتصر في نزاله الأول. شارك في دورة الألعاب الأولمبية الصيفية سنة 2008. حقق الميدالية الذهبية في دورة الألعاب الأمريكية 2007.

## المسيرة الاحترافية
من نزالاته:
- خسر أمام أمنات رونروينج (10-09-2014).

## إحصائيات
خاض خلال مسيرته 19 نزالا، فاز في 16 ولم يتعادل وخسر في 3. فاز بالضربة القاضية في 14 نزالا.

## الميداليات
| الميدالية | المسابقة                    |
| --------- | --------------------------- |
| ذهبية     | دورة الألعاب الأمريكية 2007 |

## روابط خارجية
- ماك وليامز أرويو على موقع بوكس ريك (الإنجليزية) (registration required)
- ماك وليامز أرويو على موقع اللجنة الأولمبية الدولية (الإنجليزية)
- ماك وليامز أرويو على موقع أوليمبيديا (الإنجليزية)